# British Academy Film Awards 1977
Die 30. Verleihung der British Academy Film Awards fand 1977 in London statt. Die Filmpreise der British Academy of Film and Television Arts (BAFTA) wurden in 17 Kategorien verliehen; hinzu kam ein Ehrenpreis. Die Verleihung zeichnete Filme des Jahres 1976 aus. Der 1975 verstorbene Komponist Bernard Herrmann wurde für Taxi Driver postum mit einem BAFTA für die beste Filmmusik ausgezeichnet.
| Film                             | N  | A |
| -------------------------------- | -- | - |
| Einer flog über das Kuckucksnest | 10 | 6 |
| Die Unbestechlichen              | 10 | 0 |
| Bugsy Malone                     | 9  | 5 |
| Taxi Driver                      | 7  | 3 |
| Cinderellas silberner Schuh      | 5  | 0 |
| Picknick am Valentinstag         | 3  | 1 |
| Der Marathon-Mann                | 2  | 0 |
| Die Sunny Boys                   | 2  | 0 |

## Preisträger und Nominierungen
Mit je zehn Nominierungen galten Miloš Formans Einer flog über das Kuckucksnest und Alan J. Pakulas Die Unbestechlichen gemeinsam mit dem neunmal nominierten Film Bugsy Malone im Vorfeld der Verleihung als Favoriten. Während Einer flog über das Kuckucksnest sechs BAFTAs und damit die meisten Preise des Abends erhielt, ging Die Unbestechlichen leer aus und wurde so zum großen Verlierer der Verleihung.

### Bester Film
Einer flog über das Kuckucksnest (One Flew Over the Cuckoo’s Nest) – Regie: Miloš Forman
Bugsy Malone – Regie: Alan Parker
Die Unbestechlichen (All the President’s Men) – Regie: Alan J. Pakula
Taxi Driver – Regie: Martin Scorsese

### Beste Regie
Miloš Forman – Einer flog über das Kuckucksnest (One Flew Over the Cuckoo’s Nest) 
Alan J. Pakula – Die Unbestechlichen (All the President’s Men)
Alan Parker – Bugsy Malone
Martin Scorsese – Taxi Driver

### Bester Hauptdarsteller
Jack Nicholson – Einer flog über das Kuckucksnest (One Flew Over The Cuckoo’s Nest) 
Robert De Niro – Taxi Driver
Dustin Hoffman – Der Marathon-Mann (Marathon Man) und Die Unbestechlichen (All the President’s Men)
Walter Matthau – Die Bären sind los (The Bad News Bears) und Die Sunny Boys (The Sunshine Boys)

### Beste Hauptdarstellerin
Louise Fletcher – Einer flog über das Kuckucksnest (One Flew Over The Cuckoo’s Nest) 
Lauren Bacall – Der letzte Scharfschütze (The Shootist)
Rita Moreno – Der Mörder lauert in der Sauna (The Ritz)
Liv Ullmann – Von Angesicht zu Angesicht (Ansikte mot ansikte)

### Bester Nebendarsteller
Brad Dourif – Einer flog über das Kuckucksnest (One Flew Over The Cuckoo’s Nest) 
Martin Balsam – Die Unbestechlichen (All the President’s Men)
Michael Hordern – Cinderellas silberner Schuh (The Slipper and The Rose)
Jason Robards – Die Unbestechlichen (All the President’s Men)

### Beste Nebendarstellerin
Jodie Foster – Bugsy Malone und Taxi Driver
Annette Crosbie – Cinderellas silberner Schuh (The Slipper and The Rose)
Vivien Merchant – The Homecoming
Billie Whitelaw – Das Omen (The Omen)

### Beste Nachwuchsdarstellerin
Jodie Foster – Bugsy Malone und Taxi Driver

### Bestes Drehbuch
Alan Parker – Bugsy Malone
Bo Goldman, Lawrence Hauben – Einer flog über das Kuckucksnest (One Flew Over the Cuckoo’s Nest)
William Goldman – Die Unbestechlichen (All the President’s Men)
Neil Simon – Die Sunny Boys (The Sunshine Boys)

### Beste Kamera
Russell Boyd – Picknick am Valentinstag (Picnic at Hanging Rock) 
Peter Allwork, Gerry Fisher – Schlacht in den Wolken (Aces High)
Bill Butler, William A. Fraker, Haskell Wexler – Einer flog über das Kuckucksnest (One Flew Over the Cuckoo’s Nest)
Gordon Willis – Die Unbestechlichen (All the President’s Men)

### Bester Schnitt
Richard Chew, Sheldon Kahn, Lynzee Klingman – Einer flog über das Kuckucksnest (One Flew Over the Cuckoo’s Nest) 
Jim Clark – Der Marathon-Mann (Marathon Man)
Marcia Lucas, Tom Rolf, Melvin Shapiro – Taxi Driver
Robert L. Wolfe – Die Unbestechlichen (All the President’s Men)

### Beste Filmmusik
Bernard Herrmann – Taxi Driver
Jack Nitzsche – Einer flog über das Kuckucksnest (One Flew Over the Cuckoo’s Nest)
Richard M. Sherman, Robert B. Sherman – Cinderellas silberner Schuh (The Slipper and the Rose)
Paul Williams – Bugsy Malone

### Bester Ton
Ken Barker, Les Wiggins, Clive Winter – Bugsy Malone
Rick Alexander, Milton C. Burrow, Les Fresholtz, Arthur Piantadosi, James E. Webb – Die Unbestechlichen (All the President’s Men)
Greg Bell, Don Connolly – Picknick am Valentinstag (Picnic at Hanging Rock)
Mark Berger, Larry Jost, Mary McGlone, Robert R. Rutledge, Veronica Selver – Einer flog über das Kuckucksnest (One Flew Over the Cuckoo’s Nest)

### Bestes Szenenbild
Geoffrey Kirkland – Bugsy Malone
Mario Chiari, Dale Hennesy – King Kong
George Jenkins – Die Unbestechlichen (All the President’s Men)
Ray Simm – Cinderellas silberner Schuh (The Slipper and the Rose)

### Beste Kostüme
Moidele Bickel – Die Marquise von O. (La Marquise d’O …) 
Judith Dorsman – Picknick am Valentinstag (Picnic at Hanging Rock)
Julie Harris – Cinderellas silberner Schuh (The Slipper and the Rose)
Monica Howe – Bugsy Malone

### Bester Kurzfilm
(Short Factual Film)
The End of the Road – Regie: John Armstrong
Energy in Perspective – Regie: Peter De Normanville
The Speed Sailors – Regie: John Spencer

### Bester Dokumentarfilm
Los Canadienses – Regie: Albert Kish
White Rock – Regie: Tony Maylam

### Bester spezialisierter Film
Hydraulics – Regie: Anthony Searle
For the Want of a Nail – Regie: Joe Mendoza
Let’s Sleep on It – Regie: Christopher Ralling
Proteins – Lawrence Crabb
Slender Chance – Michael Crosfield

## Academy Fellowship
Denis Forman, britischer Regisseur und Vorsitzender des British Film Institute (1971–1973)